# Karel Callebert
Karel Bernard Callebert (Roeselare, 21 mei 1837 - Blankenberge, 7 oktober 1900) was een Vlaams priester en schrijver.

## Levensloop
Karel Callebert was de jongste van de zevende kinderen van de Roeselaarse handelaar Johannes Franciscus Callebert (1788-1837) en Johanna Lefevere (1795-1884). Hij werd leerling in het kleinseminarie van Roeselare. In het schooljaar 1857-1858 zat hij in de poësisklas bij Guido Gezelle. In september 1859 zette hij de eerste stap naar het priesterschap, als student in de wijsbegeerte. Vervolgens trad hij in het Grootseminarie in Brugge en in december 1863 werd hij tot priester gewijd.
Hij werd in  1863 tot surveillant benoemd in het college van Kortrijk. In 1866 werd hij klastitularis in de vijfde Latijnse. Hij gaf les tot in 1871, maar moest er toen noodgedwongen mee ophouden, omdat hij blijvende stemproblemen had.
Omdat hij slechts een lichte opdracht aankon, werd hij tot kapelaan benoemd in het West-Vlaamse Koekelare. Hij bleef dit tot eind 1875, waarna hij dezelfde functie vervulde in Torhout. In 1886 werd hij pastoor in Houtem bij Veurne en in 1888 werd hij pastoor in Blankenberge, een ambt dat hij uitoefende tot aan zijn dood.
Hij was de grootoom van pianiste Cecilia Callebert (1884-1978).

## Leerling van Gezelle
Tijdens het poësisjaar in Roeselare ondervond Callebert de sterke invloed van Guido Gezelle en bleef zijn leven lang een trouwe discipel. Met Eugeen Van Oye en Hugo Verriest wordt Callebert gerekend tot de eerste generatie leerlingen en gezellen van Gezelle.
Hij werkte actief mee aan het weekblad Rond den Heerd, het lijfblad van Guido Gezelle, en hield regelmatig met de Meester contact.
Toen Gezelle overleed en toen Callebert zelf nog maar weinige maanden meer te leven had, hield hij op 6 december 1899 de kanselrede in de Kortrijkse Onze-Lieve-Vrouwekerk, tijdens de herdenkingsdienst die ter ere van Gezelle werd opgedragen. Het was, zo werd gezegd, een wonderschoone lijkrede.

## Publicaties
Het christelijk geïnspireerde werk van Callebert bevat:
- Jan Onraedt, roman, Bibliotheek van Rond den Heerd (1867).
- Paul en Isabelle, roman, Bibliotheek van Rond den Heerd (1873).
- Godefried en Roeland, drama in vijf bedrijven (1883).